# Цаллаев, Давид Борисович
Дави́д Бори́сович Цалла́ев (род. 17 октября 1982, Орджоникидзе, Северо-Осетинская АССР, СССР) — российский актёр юмористического жанра, режиссёр, капитан команды КВН «Пирамида», креативный продюсер и бывший участник шоу «Однажды в России» на ТНТ.

## Биография
Давид Цаллаев родился 17 октября 1982 года во Владикавказе. Окончил среднеобразовательную школу, затем поступил в Горский аграрный университет на факультет энергетики.
Еще в школьные годы увлекся КВНом. Поступив в университет, он продолжил писать шутки и играть в студенческой команде. В 2004 году попал в сборную Владикавказа под названием «Пирамида» и вскоре стал ее капитаном. Под его руководством команда три года подряд выступала в Высшей лиге КВН (2006, 2007, 2008).
В 2008 году Цаллаев стал продюсером «Comedy Woman» на телеканале ТНТ (по 2012 г). В 2010 году принял участие в проекте «Comedy Баттл», а после выступил сценаристом шоу «Stand Up» (с 2013 по 2014).
В 2014 году в эфире ТНТ стартовало сатирическое шоу «Однажды в России». Цаллаев выступил в роли креативного продюсера, автора и участника проекта до самого закрытия.
В 2018 году состоялась премьера фильма «Zомбоящик», где Цаллаев выступил сценаристом и креативным продюсером.

## Проекты
- Comedy Woman (2008—2012)
- Stand Up (2013—2014)
- Однажды в России (2014—2023)
- Zомбоящик (2018)